# Marienkapelle (Rieden)

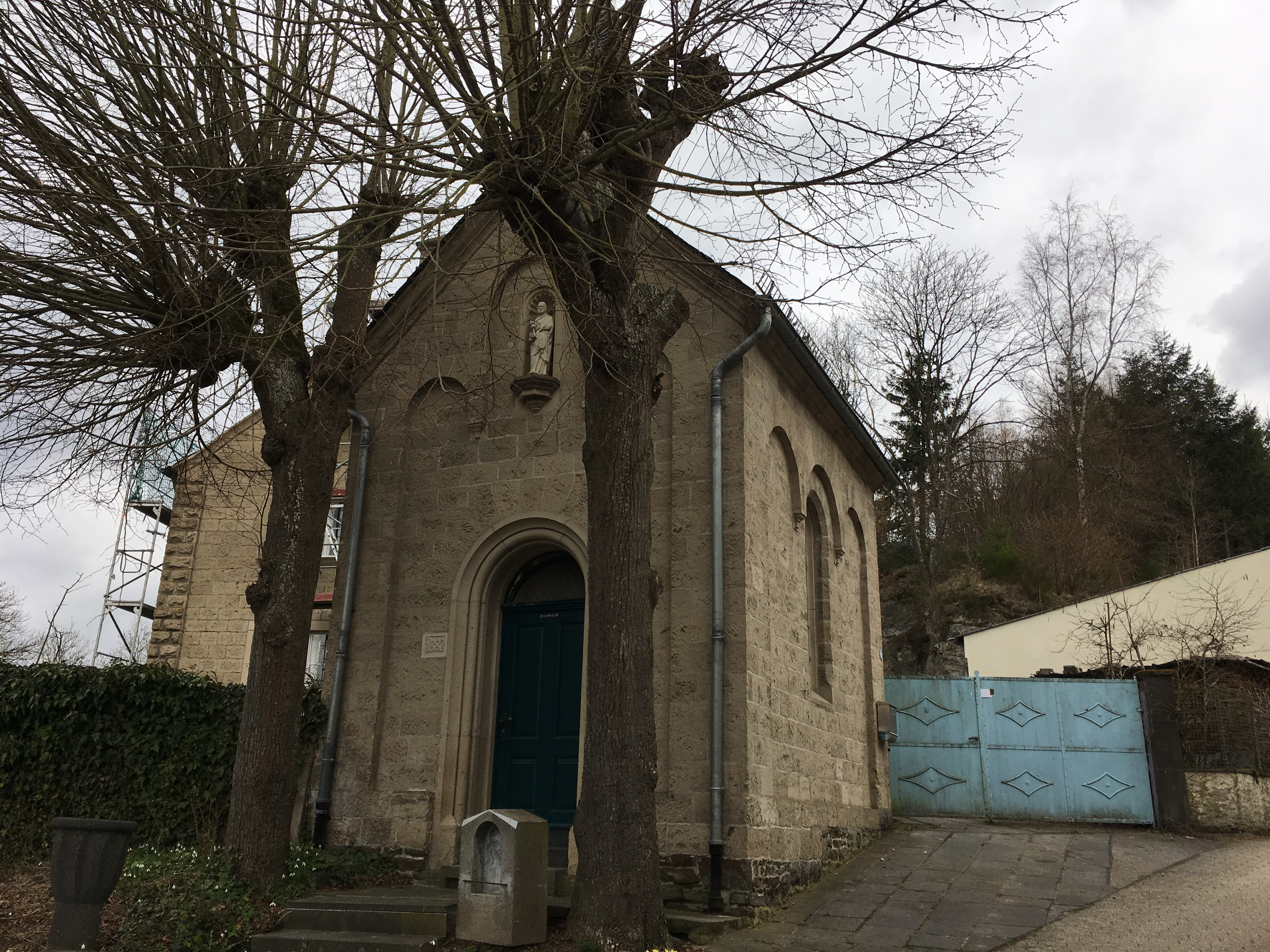
Marienkapelle in Rieden

Die katholische Marienkapelle ist eine Kapelle in Rieden, einer Ortsgemeinde im Landkreis Mayen-Koblenz in Rheinland-Pfalz. Sie ist Maria, der Mutter von Jesus von Nazareth geweiht.

## Lage
Die Kapelle liegt auf einer Anhöhe nördlich der Nettetaler Straße, die den Ort in West-Ost-Richtung durchquert in der Nähe der Hausnummer 40. Östlich des Bauwerks führt ein Weg ebenfalls als Nettetaler Straße den Hang hinauf.

## Geschichte
Der Sakralbau entstand im Jahr 1882 im neoromanischen Stil. Über die Baugeschichte ist nicht viel bekannt, da die Planungsunterlagen bis auf eine Änderung am Dach nicht mehr vorhanden sind. Das Bauwerk befindet sich seit 1950 in Privatbesitz und wurde bis 1960 von seinem neuen Besitzer, einem gelernten Steinmetz, saniert. Der Innenraum ist für die Öffentlichkeit nicht zugänglich.
Die Kapelle steht unter Denkmalschutz.

## Baubeschreibung
Das nicht geostete Bauwerk hat einen rechteckigen Grundriss und ist in den leicht ansteigenden Hang hineingebaut. Der Sockel besteht zum Teil aus Grauwacke, die behauen und zu Ziegeln geschichtet aufgebaut wurde. Darüber schließen sich schlichte Wände aus Riedener Tuff an, die aus der Region der Hohen Lay stammen. Die Ecken des Bauwerks sind mit Lisenen gegliedert. Der Zugang erfolgt von Süden aus über ein rundbogenförmiges Portal, das mit profilierten Gewänden verziert ist. Im Giebel steht auf einer Konsole Josef von Nazaret. Die Figur wurde 1989 von zwei Riedener Steinmetzen aus Savonnières-Kalkstein angefertigt. An der West- und Ostseite ist je ein ebenfalls rundbogenförmiges Fenster mit einer abgeschrägten Fensterbank, das nach oben durch einen umlaufenden, nach unten offenen Bogenfries den Übergang zur Dachtraufe herstellt. An der nördlichen Seite ist im Giebel eine kleine rechteckige Öffnung, die mit einer hölzernen Klappe verschlossen ist. Das Satteldach ist mit einfachen Holzschindeln gedeckt. An der Südseite erstreckt sich oberhalb des Dachs ein kleiner Glockenturm mit einer Glocke und einem Kreuz.

## Ausstattung
Der in nordwestlicher Richtung ausgerichtete Blockaltar ist mit Platten aus Tuffstein ummauert. An seiner Stirnseite sind ein Vierpass sowie ein Griechisches Kreuz herausgearbeitet. Der Innenraum besitzt ein vierteiliges Kreuzrippengewölbe, deren Schlusssteine ein ausgekehltes, farbig gefasstes Profil besitzen, das auf einer Konsole ruht.
Rechts neben dem Eingang steht die vierte Kreuzwegstation des Ortes. Sie zeigt Jesus, wie er das Kreuz trägt. Darunter ist die Inschrift zu lesen: „ES HABEN ALLE ERBAUT DIE ERBEN DES / JOH.-WILHELM & SHF MARIA CATHARINA DOLL / ZU LANGENBAHN / BETET FÜR SIE / ANNO 1825“. Links neben dem Eingang steht ein Wegekreuz. Das Nischenkreuz aus Basaltlava hat die Inschrift „ANO 1657 / BERE / NDT / RAU / SCH“.

## Die Sage von der Marienkapelle
Einer Überlieferung zufolge spielten an Fronleichnam drei Männer eine Partie Skat, anstatt den Gottesdienst zu besuchen. Eine vierte Person trat hinzu und wollte mitspielen. Zunächst hatte der Fremde Pech, doch nach und nach gewann er jede Partie. Als einem Spieler eine Karte auf den Boden fiel, bückte er sich und sah dabei einen Klumpfuß. Nun erkannte er in dem Fremden den Teufel. Unter einem Vorwand verließ er die Runde, um den Pfarrer aufzusuchen. Dieser eilte herbei, doch ein weiterer Spieler lag bereits tot am Boden. Er hatte zuvor mit dem Teufel um seine Seele gewettet und verloren. Die beiden verbleibenden Spieler, die den Beruf des Steinmetz gelernt hatten, entsagten fortan dem Kartenspiel und erbauten in Gedenken an den toten dritten Mann eine Kapelle.